# 里亞爾托塔
里亞爾托塔（英語：Rialto Towers）是位於澳大利亞維多利亞州墨爾本市中心金融區西部柯林斯街525號的一座摩天大樓。里亞爾托塔是南半球第二高的鋼筋混凝土建築和最高的商務樓。里亞爾托塔的展望台是墨爾本首個對公眾開放的摩天大樓展望台，在1994年至2009年12月31日之間對外開放。。里亞爾托塔也是墨爾本首個樓梯馬拉松舉辦地。

## 外部連結
维基共享资源上的相關多媒體資源：里亞爾托塔
- Rialto Towers （页面存档备份，存于）
- Melbourne Observation Deck （页面存档备份，存于）
- Walking Melbourne profile （页面存档备份，存于）
- Rialto Run Up
- Grollo Group built & owns the Rialto Towers